# Woman of 9.9 Billion
Woman of 9.9 Billion (Hangul: 99억의 여자, RR: 99eokeui Yeoja), es una serie de televisión surcoreana transmitida desde el 4 de diciembre del 2019 hasta el 23 de enero del 2020, a través de KBS2.

## Historia
La serie sigue la historia de Jeong Seo-yeon, una desafortunada mujer que se encuentra con 9.9 mil millones de wones que le cambian la vida.
Seo-yeon, es una mujer que luego de sufrir violencia por parte de su padre decide irse de su casa, vive una vida lamentable, sin embargo logra comenzar una nueva vida con un hombre cariñoso, hasta que un día, de la nada, gana una fortuna de 9.9 mil millones de wones ($9 millones de dólares).
Ahora, Seo-yeon deberá reunir todas sus fuerzas para protegerse y proteger su dinero de las personas que sólo quieren hacerle daño, mientras que busca la felicidad en su vida.
Por otro lado, Kang Tae-woo es un exdetective que intenta revelar la verdad detrás de la muerte de su hermano menor, Kang Tae-hyun.

## Reparto

### Personajes principales
| Actor         | Personaje      | Nº de episodios | Notas       |
| ------------- | -------------- | --------------- | ----------- |
| Cho Yeo-jeong | Jeong Seo-yeon | 32              | [ 3 ]       |
| Kim Kang-woo  | Kang Tae-woo   | 32              | [ 4 ] [ 5 ] |
| Jung Woong-in | Hong In-pyo    | -               |             |
| Lee Ji-hoon   | Lee Jae-hoon   | -               |             |
| Oh Na-ra      | Yoon Hee-joo   | -               |             |

### Personajes recurrentes
| Actor          | Personaje               | Nº de episodios | Notas |
| -------------- | ----------------------- | --------------- | --- |
| Seo Hyun-chul  | Oh Dae-yong             | -               | Es un CEO. |
| Kim Do-hyun    | Seo Min-gyoo            | -               | Es un director ejecutivo. |
| Goo Seong-hwan | Heuk Gom ("Black Bear") | -               | Es un empresario. |
| Gil Hae-yeon   | Jang Geum-ja            | -               | Es la mentora de Jeong Seo-yeon. |
| Yoo Young-jae  | Kim Seok                | -               | Es un experto en informática y un hacker de computadoras, que trabaja a tiempo parcial en el cibercafé de Kang Tae-woo, a quien asiste en su búsqueda sobre la verdad detrás de la muerte de su hermano menor. |
| Shin Su-hyun   | Ji Ha-na                | -               | Es una barman. |
| Hyun Woo       | Kang Tae-hyun           | -               | Es el hermano de Kang Tae-woo. |
| Kim Byung-ki   | Yoon Ho-sung            | -               | Es el padre de Yoon Hee-joo. |
| Yang Hyun-min  | Kim Do-hak              | -               | |

### Otros personajes
| Actor          | Personaje      | Nº de episodios | Notas             |
| -------------- | -------------- | --------------- | ----------------- |
| Ock Ye-rin     | Lee Yoo-ri     | -               |                   |
| Lee Byung-hoon | Park Joon-bae  | -               |                   |
| Yoon Ah-jung   | Yoo Mi-ra      | -               | Es una fotógrafa. |
| Jung Sung-il   | Baek Seung-jae | -               | [ 12 ] [ 13 ]     |
| Im Tae-kyung   | Leon           | -               |                   |

### Apariciones especiales
| Actor         | Personaje | Ocupación          | Episodio donde apareció | Duración |
| ------------- | --------- | ------------------ | ----------------------- | -------- |
| Kim Seung-wan | -         | Oficial de Policía | -                       | 2019     |

## Episodios
La serie está conformada por 32 episodios, los cuales fueron emitidos todos los miércoles y jueves a las 22:00 (KST).

### Raitings
Los números en azul indican los episodios con las puntuaciones más altas, mientras que los números en rojo indican los episodios con menor calificación.
| Episodio | Fecha de emisión        | Participación promedio de audiencia | Participación promedio de audiencia | Participación promedio de audiencia |
| Episodio | Fecha de emisión        | AGB Nielsen                         | AGB Nielsen                         | TNmS                                |
| Episodio | Fecha de emisión        | Escala Nacional                     | Seúl                                | Escala Nacional                     |
| -------- | ----------------------- | ----------------------------------- | ----------------------------------- | ----------------------------------- |
| 1        | 4 de diciembre de 2019  | 7.2% (11.ª)                         | 7.5% (9.ª)                          | 9.6% (8.ª)                          |
| 2        | 4 de diciembre de 2019  | 8.7% (6.ª)                          | 9.0% (5.ª)                          | 10.8% (5.ª)                         |
| 3        | 5 de diciembre de 2019  | 7.0% (12.ª)                         | 7.1% (11.ª)                         | 7.2% (13.ª)                         |
| 4        | 5 de diciembre de 2019  | 8.5% (8.ª)                          | 9.0% (7.ª)                          | 8.0% (9.ª)                          |
| 5        | 11 de diciembre de 2019 | 9.4% (7.ª)                          | 10.0% (4.ª)                         | 7.7% (10.ª)                         |
| 6        | 11 de diciembre de 2019 | 11.3% (3.ª)                         | 12.0% (2.ª)                         | 9.5% (8.ª)                          |
| 7        | 12 de diciembre de 2019 | 7.8% (10.ª)                         | 7.5% (13.ª)                         | 7.0% (14.ª)                         |
| 8        | 12 de diciembre de 2019 | 9.3% (7.ª)                          | 9.1% (6.ª)                          | 8.7% (8.ª)                          |
| 9        | 18 de diciembre de 2019 | 8.9% (8.ª)                          | 8.5% (8.ª)                          | 8.0% (13.ª)                         |
| 10       | 18 de diciembre de 2019 | 9.9% (6.ª)                          | 9.8% (4.ª)                          | 9.7% (7.ª)                          |
| 11       | 19 de diciembre de 2019 | 8.6% (9.ª)                          | 8.4% (7.ª)                          | 8.3% (12.ª)                         |
| 12       | 19 de diciembre de 2019 | 10.0% (5.ª)                         | 9.9% (3.ª)                          | 9.4% (8.ª)                          |
| 13       | 25 de diciembre de 2019 | 9.9% (8.ª)                          | 9.8% (7.ª)                          | 9.0% (10.ª)                         |
| 14       | 25 de diciembre de 2019 | 11.4% (4.ª)                         | 11.4% (3.ª)                         | 10.1% (7.ª)                         |
| 15       | 26 de diciembre de 2019 | 8.2% (10.ª)                         | 8.3% (10.ª)                         | 7.9% (11.ª)                         |
| 16       | 26 de diciembre de 2019 | 9.7% (6.ª)                          | 9.4% (4.ª)                          | 9.0% (9.ª)                          |
| 17       | 1 de enero de 2020      | 9.5% (9.ª)                          | 10.0% (8.ª)                         | 8.6% (13.ª)                         |
| 18       | 1 de enero de 2020      | 11.6% (4.ª)                         | 11.6% (4.ª)                         | 10.3% (8.ª)                         |
| 19       | 2 de enero de 2020      | 8.1% (11.ª)                         | 7.8% (13.ª)                         | 6.8% (17.ª)                         |
| 20       | 2 de enero de 2020      | 9.1% (7.ª)                          | 9.2% (5.ª)                          | 7.7% (13.ª)                         |
| 21       | 8 de enero de 2020      | 9.3% (8.ª)                          | 9.5% (8.ª)                          | 7.8% (12.ª)                         |
| 22       | 8 de enero de 2020      | 10.8% (5.ª)                         | 10.6% (5.ª)                         | 9.0% (10.ª)                         |
| 23       | 9 de enero de 2020      | 6.8% (12.ª)                         | 6.7% (14.ª)                         | 5.9% (18.ª)                         |
| 24       | 9 de enero de 2020      | 8.3% (9.ª)                          | 8.2% (7.ª)                          | 7.0% (13.ª)                         |
| 25       | 15 de enero de 2020     | 8.8% (8.ª)                          | 9.0% (8.ª)                          | 8.0% (10.ª)                         |
| 26       | 15 de enero de 2020     | 10.1% (7.ª)                         | 10.2% (5.ª)                         | 9.1% (8.ª)                          |
| 27       | 16 de enero de 2020     | 7.1% (12.ª)                         | 7.6% (9.ª)                          | 5.9% (16.ª)                         |
| 28       | 16 de enero de 2020     | 8.1% (8.ª)                          | 8.5% (6.ª)                          | 7.0% (13.ª)                         |
| 29       | 22 de enero de 2020     | 8.6% (9.ª)                          | 9.2% (5.ª)                          | 7.5% (12.ª)                         |
| 30       | 22 de enero de 2020     | 9.2% (6.ª)                          | 9.6% (4.ª)                          | 8.7% (9.ª)                          |
| 31       | 23 de enero de 2020     |                                     |                                     |                                     |
| 32       | 23 de enero de 2020     | [ 35 ]                              |                                     |                                     |
| Promedio | Promedio                | %                                   | %                                   | %                                   |

## Premios y nominaciones
| Año  | Categoría                                        | Premio                 | Nominado (a)  | Resultado |
| ---- | ------------------------------------------------ | ---------------------- | ------------- | --------- |
| 2020 | Premio a la gran excelencia, actriz en miniserie | 7th APAN Star Award    | Cho Yeo-jeong | Nominada  |
| 2019 | Premio a la gran excelencia, actriz              | 33rd Premios KBS Drama | Cho Yeo-jeong | Ganó      |
| 2019 | Mejor actor de reparto en miniserie              | 33rd Premios KBS Drama | Jung Woong-in | Ganó      |

## Producción
La serie también es conocida como "9.9 Billion Woman".
Fue dirigida por Kim Yeong-jo, quien contó con el guionista Han Ji-hoon, mientras que la producción estuvo en manos de Cho Yoon-jung.
La primera lectura del guion fue realizada en agosto del 2019.
La serie también contó con el apoyo de la compañía de producción "Victory Content".